# Logis de Sireuil
Le logis de Sireuil est situé sur la commune de Sireuil, en Charente, à 12 kilomètres à l'ouest d'Angoulême.
Situé dans le bourg, cet ancien logis du XVIIIe siècle jouxte l'église et abrite la mairie.

## Historique
Dans le centre du bourg, donnant sur la place de l'église et la Charente, l'histoire de ce logis est relativement récente et discrète, à côté de celle du château du Fâ tout proche.
En 1784, Jean Tabuteau, bourgeois et seigneur de Sireuil, en fait sa demeure. Il est édifié sur des constructions plus anciennes. En particulier, il y aurait un souterrain-refuge sous les caves.
Après la Révolution, ce logis devient le presbytère, et ce n'est qu'à la fin du XXe siècle qu'il devient la mairie. Des travaux de restauration sont alors faits dans les années 1960, et la façade est partiellement modifiée : le fronton triangulaire est remplacé par une fenêtre, la balustrade est déposée, puis remontée.
Du coup, le 28 avril 1964, le logis (façades, terrasses et toitures) est inscrit monument historique.

## Architecture
Le bâtiment se présente comme un vaste corps de logis rectangulaire avec une aile en retour à l'est dont la façade principale donne au sud, donc du côté opposé à l'église qu'il jouxte. Une large terrasse longe cette façade, ainsi qu'en retour côté fleuve à l'ouest. Elle est desservie par un double escalier monumental au centre, et le perron comme l'escalier sont couronnés d'une balustrade. À l'ouest, un escalier moins important conduisait à un jardin à la française, déplacé devant la façade principale plus récemment.
Le bâtiment comprend un étage relativement moins haut en dimension que le rez-de-chaussée. La façade est percée de six fenêtres au rez-de-chaussée, et sept à l'étage, symétriquement par rapport à la porte d'entrée centrale. Elle est surmontée d'une balustrade aveugle. La porte est entourée de colonnes en relief et surmontée par l'amorce d'un fronton triangulaire, remplacé par une fenêtre. À l'intérieur, il y aurait deux belles cheminées en bois du XVIIIe siècle.
Un buste de Pierre-Émile Martin, inventeur des aciers du même nom et maire de Sireuil de 1855 à 1874, orne le pied du logis.

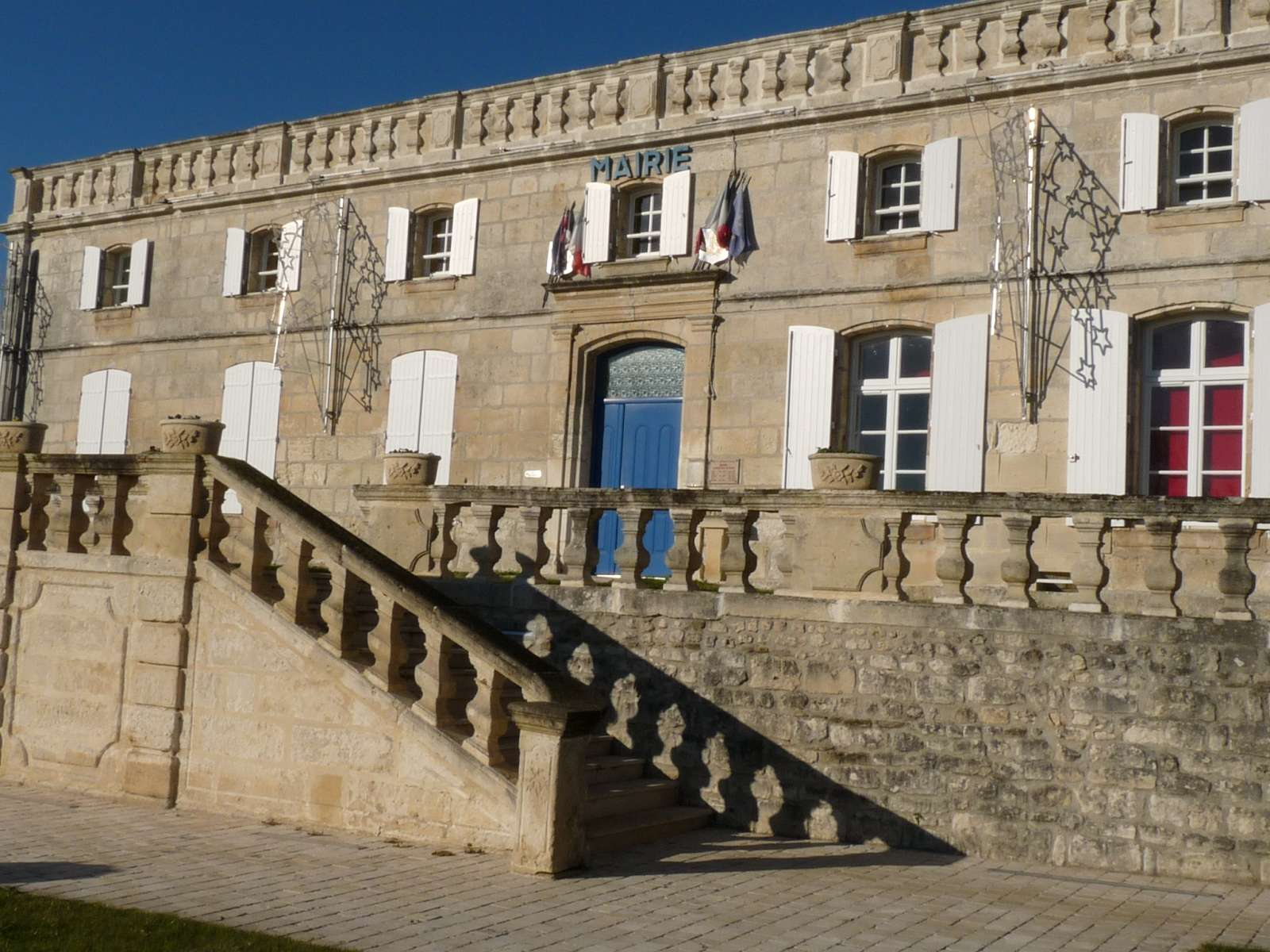
L'escalier central et le perron.
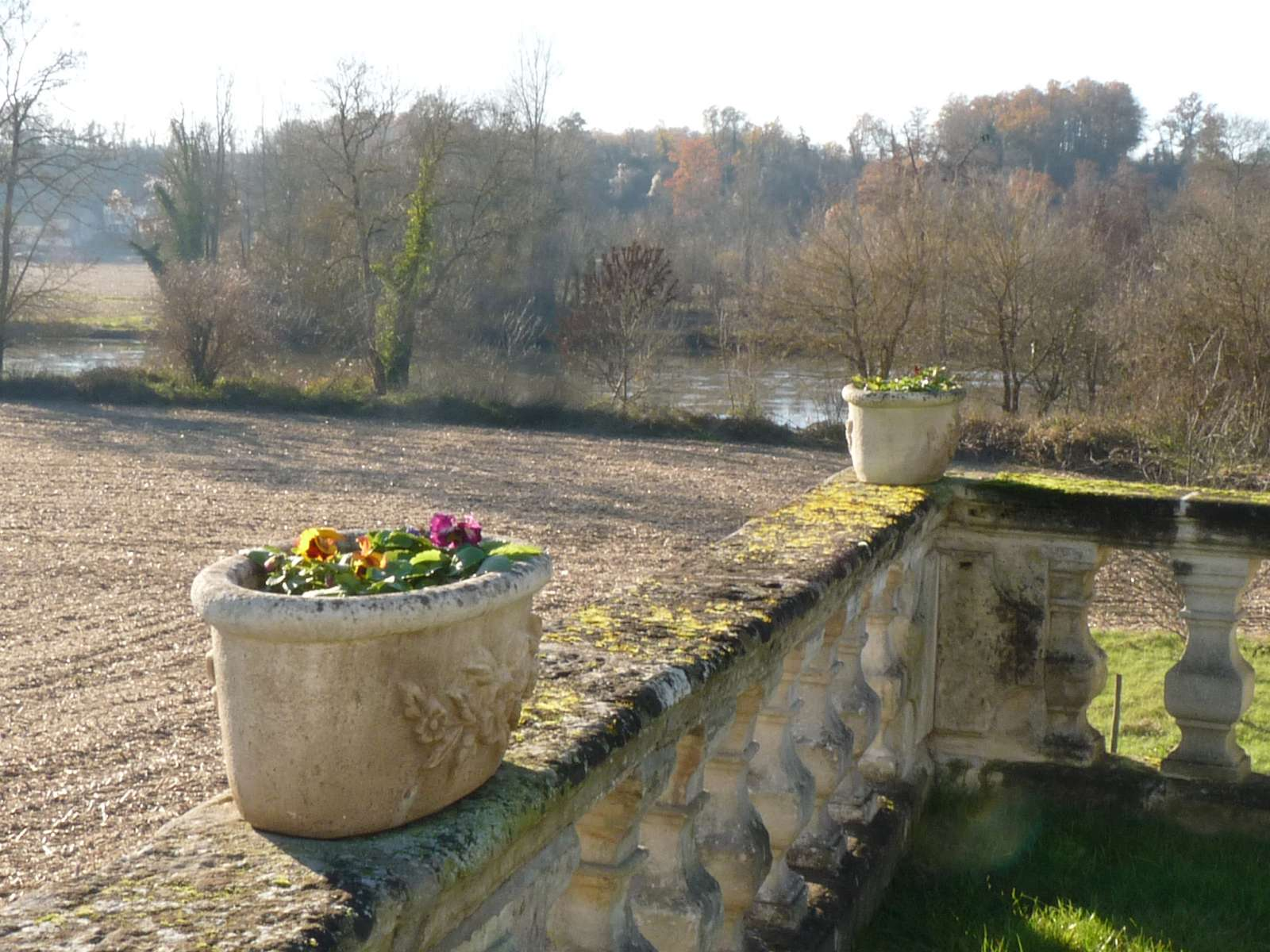
La Charente vue depuis la terrasse vers l'ouest.